# Веровка (Донецкая область)
Веровка (укр. Вірівка) — село на Украине, находится в Добропольском районе Донецкой области.
Код КОАТУУ — 1422055502. Население по переписи 2001 года составляет 667 человек. Почтовый индекс — 85020. Телефонный код — 6277.

## Местный совет
Село Веровка входит в состав Святогоровского поселкового совета.
Адрес местного совета: 85020, Донецкая область, Добропольский р-н, пгт. Святогоровка, ул. Почтовая, 10; тел. 2-47-04.